# Фейербах, Ансельм
Ансельм Фе́йербах, Фойербах (нем. Anselm Feuerbach, 12 сентября 1829, Шпайер — 4 января 1880, Венеция) — один из наиболее значительных немецких живописцев исторического жанра XIX века.

## Биография
Сын профессора Анзельма Йозефа фон Фейербаха, племянник философа Людвига Фейербаха, приёмный сын писательницы Генриетты Фейербах. Получив общее образование во Фрейбургском лицее, начал серьёзно изучать рисование и живопись в 1846 году в Дюссельдорфской академии художеств под руководством Фридриха Вильгельма Шадова, но пиетическое направление этого художника не пришлось ему по вкусу, и он в 1848 перебрался в Мюнхен, где в течение почти двух лет с большой пользой для себя занимался у Карла Раля. Затем с целью усовершенствоваться в колорите он отправился в Антверпен и оттуда в Париж. Во втором из этих городов он работал сначала под наблюдением Кутюра, а потом самостоятельно.

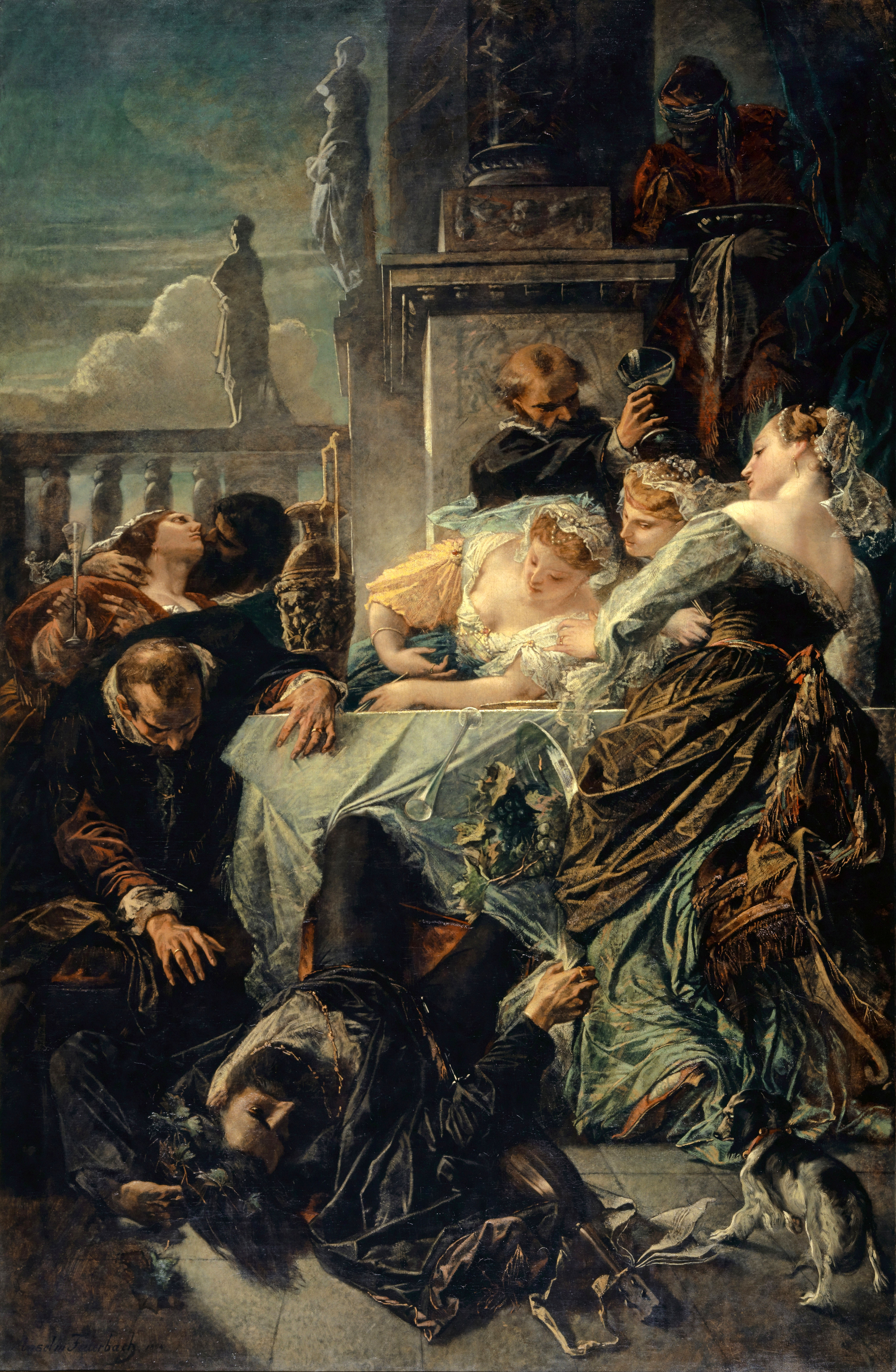
Ансельм Фейербах. Смерть Пьетро Аретино, 1854

Кроме Кутюра, большое влияние на него оказал Энгр. Первая картина, с которой он явился пред публикой в 1852 году, «Гафиз в шинке», была исполнена совершенно в манере Кутюра. Из Парижа Анзельм фон Фейербах в 1853 году переехал для свидания со своей матерью в Карлсруэ и, проведя там около года, написал «Смерть Пьетро Аретино» — великолепно сочинённое произведение, отзывающееся влиянием отчасти Кутюра, отчасти венецианских мастеров, но обнаруживающее пристрастие художника к холодным, тяжёлым, серым тонам (окончено в 1857). Получив от Великого герцога Баденского  стипендию для поездки в Италию, Фейербах пробыл некоторое время в Венеции, где сделал в видах улучшения своего колорита превосходную копию «Взятия Богородицы на небо» Тициана и написал прелестную фигуру «Поэзии», и наконец с 1855 г. поселился надолго в Риме.
Здесь подружился он с мюнхенским любителем живописи бароном Адольфом Фридрихом фон Шак, который поддерживал его покупкой его картин и много способствовал его известности. В Риме были исполнены лучшие произведения Анзельма фон Фейербаха: «Данте, прогуливающийся с благородными дамами в Равенне» (1857, находится в Кунстхалле (Карлсруэ)), «Нанна» (1861), «Ариосто в обществе знатных дам в Ферраре» (1862), «Франческа да Римини и Паоло Малатеста» (1863), «Лаура и Петрарка», «Богоматерь и св. жены, оплакивающие усопшего Спасителя» (1863), «Тиволийская идиллия», «Медея пред её отъездом в изгнание» (1870, мюнхенская Новая пинакотека), «Суд Париса» (1871), «Ифигения» (1871, в Штутгартской галерее), «Битва амазонок» (1872), «Пир у Платона» (1873, Новая национальная галерея (Берлин)) и некоторые другие. В 1873 году художник был приглашён в профессора венской Академии художеств, но в 1878 году отказался от этой должности, убедившись в своей неспособности быть преподавателем.

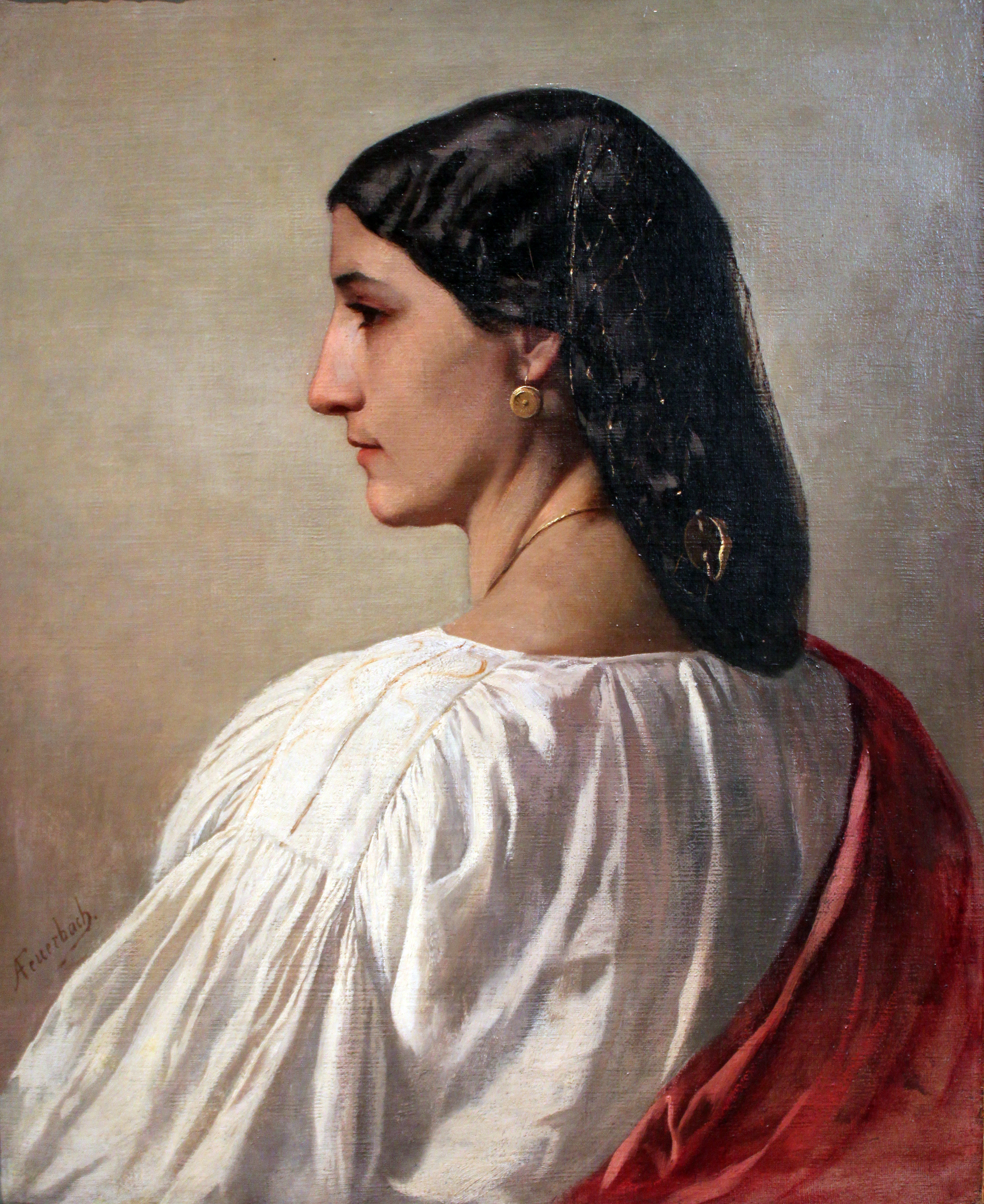
Нанна, 1861

Последние два года жизни он провел в Венеции, занимаясь заказанным ему плафоном для актовой залы в Венской академии; однако он успел окончить только среднюю картину этого плафона, изображающую «Низвержение титанов», и несколько соседних с нею частей, весь же плафон был довершен по его эскизам Кристианом Грипенкерлем и Г. Тентшертом в 1892 году. Соединяя в своём творчестве классицизм с романтизмом, Фейербах отличался способностью изобретать величественные, живописные, глубоко осмысленные композиции строгой выработкой форм, пластичностью моделировки фигур, уменьем давать им красивое и естественное движение и большую экспрессивность; но стремление сообщать картинам известное настроение нередко лишало его краски свежести и блеска, делало его живопись туманной, матовой и плоской; тем не менее, это художник в высшей степени даровитый, оригинально и внятно выражающий свои идеи и пленяющий благородством и красотой создаваемых им образов.
Работы художника находятся также в музее Вальрафа-Рихарца (Кёльн), мюнхенских Государственном графическом собрании и Галерее Шака, Музее августинцев (Фрайбург), Музее Висбадена, Историческом музее Пфальца (Шпайер), Пфальцской галерее (Кайзерслаутерн), Музее иностранного искусства (Рига) и других художественных собраниях.